# 3151 Talbot
A 3151 Talbot (ideiglenes jelöléssel 1983 HF) a Naprendszer kisbolygóövében található aszteroida. Norman G. Thomas fedezte fel 1983. április 18-án.